# Xzibit
Alvin Nathaniel Joiner (Detroit, Michigan, 18. rujna 1974.) poznatiji pod pseudonimom Xzibit, je američki reper, glumac i televizijska ličnost.

## Životopis
Rodio se 1974. godine u Detroitu. Vrlo rano se počeo zanimati za glazbu. Majku je izgubio kad je imao samo 9 godina. Otac se ponovno oženio, pa se s maćehom, preselio u Los Angeles. Činjenica da su mu roditelji bili Jehovini svjedoci, važna je za njegov život jer oni nisu odobravali njegov interes za glazbu, a na ulici je upadao u nevolje.
Konačno, njegov talent prepoznaje legendarni glazbeni producent Dr. Dre, pa se uskoro druži s imenima kao što su Snoop Dogg, Ice Cube, Eminem i mnogi drugi.
Prvo gostuje na njihovim albumima, a kasnije počinje i sam snimati i objavljivati ploče. Do sada je objavio šest albuma, a svaki ima razmak od dvije godine. 
Bio je povezan i s nekoliko kontroverzi. 2004. godine bio je voditelj MTV-eve dodjele nagrada. Do sada je snimio 18 filmova.

## Karijera
Xzibita je njegov najbolji prijatelj Daniel Johnson upoznao s rapom. Njegova glazbena karijera počela je kao član grupe Likwit Crew. Xzibit je 1995. godine potpisao za producentsku kuću Loud i objavio svoj debitantski album At the Speed of Life (1996.). Na albumu se nalazi i njegov prvi singl "Paparazzi" koji je na Billboard Hot 100 zauzeo 86. poziciju.
Sljedeći Xzibitov album bio je 40 Dayz & 40 Nightz (1998.). Na albumu se nalazi hit singl "What U See Is What U Get" koji je na Billboard Hot 100 zauzeo 50. poziciju. 1999. godine napravio je razna gostovanja na albumima. Gostovao je na Snoop Doggovom albumu No Limit Top Dogg na hit singlu "Bitch Please". Također je gostovao na Dr. Dreovim pjesmama kao što su "Lolo", "Some L.A. Niggaz", i "What's the Difference" zajedno s Eminemom.
Dr. Dre je pozvao Xzibita na turneju Up In Smoke (2000.) zajedno sa Snoop Doggom, Ice Cubeom, Eminemom i mnogim drugima. Xzibit je te iste godine objavio svoj treći studijski album Restless gdje se nalazi veliki singl "X".
Xzibit se vratio s albumom Man vs. Machine (2002.). Poslije je nastavio surađivati s reperima sa zapadne obale ali i s poznatijim imenima kao što su Snoop Dogg i Eminem. Zbog toga je počeo sakupljati sve više obožavatelja.
Poslije toga su slijedila dva albuma Weapons of Mass Destruction (2004.) i Full Circle (2006.).

### Filmska karijera
Xzibit je sudjelovao u nekoliko filmskih uloga na velikom ekranu. Glumio je Duncana u filmu Full Clip (2004.) i Dextera u filmu Derailed (2005.). Još je glumio u filmovima kao što su "XXX: State of the Union" (2005.), "8 Mile", "The X-Files: I Want to Believe" (2008.), "Bad Lieutenant: Port of Call New Orleans" (2009.).

### Videoigre
Xzibit je posudio glas u nekoliko videoigara kao što su " The Chronicles of Riddick: Escape from Butcher Bay", " Def Jam: Fight for NY", "Pimp my Ride". Imao je soundtrack isto u nekoliko igrica "NFL Street 2", "Madden NFL 2001", "Need for Speed: Underground 2" i "Tony Hawk's Pro Skater 3".

## Diskografija
| Studijski albumi - At the Speed of Life (1996.) - 40 Dayz & 40 Nightz (1998.) - Restless (2000.) - Man vs. Machine (2002.) - Weapons of Mass Destruction (2004.) - Full Circle (2006.) - Napalm (2012.) | Kompilacije - Urban Ammo 2 (2011.) Mixtapeovi - Digital Dynasty 12 (2010.) - Serial Killers Vol. 1 (zajedno sa sastavom Serial Killers) (2013.) - The Murder Show (zajedno sa sastavom Serial Killers) (2015.) |

## Filmografija
- The Breaks (1999.), Jamal
- Tha Eastsidaz (2000.), Blue
- The Slim Shady Show (2001.), Knuckles
- The Wash (2001.), Wayne
- 8 Mile (2002.), Mike
- The Country Bears (2002.), sebe
- Full Clip (2004.), Duncan
- Strong Arm Steady (2004.)
- CSI: Miami (2004.), Dwayne '10-Large' Jackman (Epizoda Rap Sheet)
- xXx: State of the Union (2005.), Zeke
- Derailed (2005.), Dexter
- Hoodwinked (2005.), Chief Grizzly – glas
- The Boondocks (2006.), sebe – glas
- Gridiron Gang (2006.), Malcolm Moore
- The X-Files: I Want to Believe (2008.), FBI Specijalni Agent Mosley Drummy
- American Violet (2008.), Darrell Hughes
- Bad Lieutenant: Port of Call New Orleans (2009.), Big Fate
- Fencewalker (2009.), sebe
- Extreme Makeover: Home Edition (2010.), Celebrity Guest, Design Team (2010.-)
- Malice 'n' Wonderland (2010.), Jabberwock

### Videoigre
- The Chronicles of Riddick: Escape from Butcher Bay (2004.), Abbott
- Def Jam: Fight for NY (2004.), sebe
- NFL Street 2 (2004.), sebe
- Pimp My Ride (2006.), sebe
- The Chronicles of Riddick: Assault on Dark Athena (2009.), Abbott

## Vanjske poveznice
- Službena stranica
- Službena stranica obožavatelja
- Xzibit na Internet Movie Databaseu
- Xzibit na Twitteru